# Лі Чон Гап
У цьому корейському імені прізвище (Лі) стоїть перед особовим ім'ям.
Лі Чон Гап (кор. 이종갑, 18 березня 1920, Лунцзін — 1993) — південнокорейський футболіст, що грав на позиції захисника за клуб «Чосон Електрік», а також національну збірну Південної Кореї. По завершенні ігрової кар'єри — тренер.

## Клубна кар'єра
У футболі відомий виступами за команду «Чосон Електрік», кольори якої і захищав протягом усієї своєї кар'єри гравця. 
| Дата      | Місто  | Господарі      | Результат | Гості          | Турнір                    | Голи | Примітки |
| --------- | ------ | -------------- | --------- | -------------- | ------------------------- | ---- | -------- |
| 7-3-1954  | Токіо  | Японія         | 1 – 5     | Південна Корея | Відбір до ЧС 1954         | -    |          |
| 14-3-1954 | Токіо  | Південна Корея | 2 – 2     | Японія         | Відбір до ЧС 1954         | -    |          |
| 2-5-1954  | Маніла | Гонконг        | 3 – 3     | Південна Корея | Азійські ігри 1954        | -    |          |
| 4-5-1954  | Маніла | Південна Корея | 8 – 2     | Афганістан     | Азійські ігри 1954        | -    |          |
| 7-5-1954  | Маніла | Бірма          | 2 – 2     | Південна Корея | Азійські ігри 1954        | -    |          |
| 8-5-1954  | Маніла | Тайвань        | 5 – 2     | Південна Корея | Азійські ігри 1954        | -    |          |
| 20-6-1954 | Женева | Туреччина      | 7 – 0     | Південна Корея | ЧС 1954 - 1-й етап        | -    |          |
| 25-2-1956 | Маніла | Філіппіни      | 0 – 2     | Південна Корея | Відбір до Кубка Азії 1956 | -    |          |
| 21-4-1956 | Сеул   | Південна Корея | 3 – 0     | Філіппіни      | Відбір до Кубка Азії 1956 | -    |          |
| Усього    |        | Матчів         | 9         |                | Голів                     | 0    |          |

## Кар'єра тренера
Розпочав тренерську кар'єру, повернувшись до футболу після тривалої перерви, 1961 року, очоливши тренерський штаб національної збірної Південної Кореї. Досвід тренерської роботи на тому і обмежився.
Помер у 1993 році.

## Титули і досягнення
- Срібний призер Азійських ігор: 1954